# サッカーナミビア代表
サッカーナミビア代表（サッカーナミビアだいひょう）は、ナミビアサッカー協会（NFA）によって編成されるナミビアのサッカーのナショナルチームである。ホームスタジアムは首都、ウィントフックにあるサム・ヌジョマ・スタジアム。

## 歴史
ナミビア代表における初の国際試合は、南西アフリカ代表時代の1989年5月16日に隣国アンゴラを迎えた親善試合で0-1で敗れた。南アフリカ共和国から独立を果たした2日後の1990年3月23日にジンバブエを迎えた親善試合でも1-5で敗れた。また2ヶ月半後の6月7日のモーリシャスを迎えた親善試合でも1-2で敗れた。

2年後の1992年8月1日、代表結成後初のアウェーゲームをレソトで行ったが0-2で敗れた。翌8月2日もレソトと対戦、そのときは2-2の引き分けで終えた。

1998年5月17日、フランスでサウジアラビアと対戦し1-2で敗れた。このことは代表にとって初めてアフリカ以外の国と対戦しただけでなく、アフリカ以外の国で初めて試合を行ったことになる。

## FIFAワールドカップの成績
| 開催国 / 年 | 結果                                | 開催国 / 年 | 結果                                |
| ----------- | ----------------------------------- | ----------- | ----------------------------------- |
| 1930        | 南アフリカ領であったため 参加できず | 1982        | 南アフリカ領であったため 参加できず |
| 1934        | 南アフリカ領であったため 参加できず | 1986        | 南アフリカ領であったため 参加できず |
| 1938        | 南アフリカ領であったため 参加できず | 1990        | 不参加                              |
| 1950        | 南アフリカ領であったため 参加できず | 1994        | 予選敗退                            |
| 1954        | 南アフリカ領であったため 参加できず | 1998        | 予選敗退                            |
| 1958        | 南アフリカ領であったため 参加できず | 2002        | 予選敗退                            |
| 1962        | 南アフリカ領であったため 参加できず | 2006        | 予選敗退                            |
| 1966        | 南アフリカ領であったため 参加できず | 2010        | 予選敗退                            |
| 1970        | 南アフリカ領であったため 参加できず | 2014        | 予選敗退                            |
| 1974        | 南アフリカ領であったため 参加できず | 2018        | 2次予選敗退                         |
| 1978        | 南アフリカ領であったため 参加できず | 2022        | 参加予定                            |
| 合計        | 出場0回                             | 出場0回     | 出場0回                             |

## アフリカネイションズカップの成績
| 1957 | 南アフリカ領であったため 参加できず | 1978 | 南アフリカ領であったため 参加できず | 1998 | グループステージ敗退 | 2017 | 予選敗退             |
| 1959 | 南アフリカ領であったため 参加できず | 1980 | 南アフリカ領であったため 参加できず | 2000 | 予選敗退             | 2019 | グループステージ敗退 |
| 1962 | 南アフリカ領であったため 参加できず | 1982 | 南アフリカ領であったため 参加できず | 2002 | 予選敗退             | 2021 | 予選敗退             |
| 1963 | 南アフリカ領であったため 参加できず | 1984 | 南アフリカ領であったため 参加できず | 2004 | 予選敗退             | 2023 | ベスト16             |
| 1965 | 南アフリカ領であったため 参加できず | 1986 | 南アフリカ領であったため 参加できず | 2006 | 予選敗退             |      |                      |
| 1968 | 南アフリカ領であったため 参加できず | 1988 | 南アフリカ領であったため 参加できず | 2008 | グループリーグ敗退   |      |                      |
| 1970 | 南アフリカ領であったため 参加できず | 1990 | 不参加                              | 2010 | 予選敗退             |      |                      |
| 1972 | 南アフリカ領であったため 参加できず | 1992 | 不参加                              | 2012 | 予選敗退             |      |                      |
| 1974 | 南アフリカ領であったため 参加できず | 1994 | 不参加                              | 2013 | 予選敗退             |      |                      |
| 1976 | 南アフリカ領であったため 参加できず | 1996 | 予選敗退                            | 2015 | 予選敗退             |      |                      |

## 歴代監督
- アーリ・スカンズ 2007.12-2008
- トム・セイントフィート 2008-

## 歴代選手
- コリン・ベンジャミン 1999-2012
- ライアン・ヌヤンベ 2019-